# 데트마어 크라머
데트마어 크라머(Dettmar Cramer, 1925년 4월 4일 ~ 2015년 9월 17일, 노르트라인베스트팔렌주 도르트문트 ~ 바이에른주 라이트 임 빈클)는 전 독일의 축구 감독으로, FC 바이에른 뮌헨 시절, 팀을 유러피언컵 1974-75과 유러피언컵 1975-76의 우승으로 이끌었다. 크라머는 일본 현대 축구의 아버지로 불리며, 일본에서 3등급 국가 훈장을 수여받았다. 그는 단기간 미국의 감독직을 맡기도 하였다.

## 지도자 경력

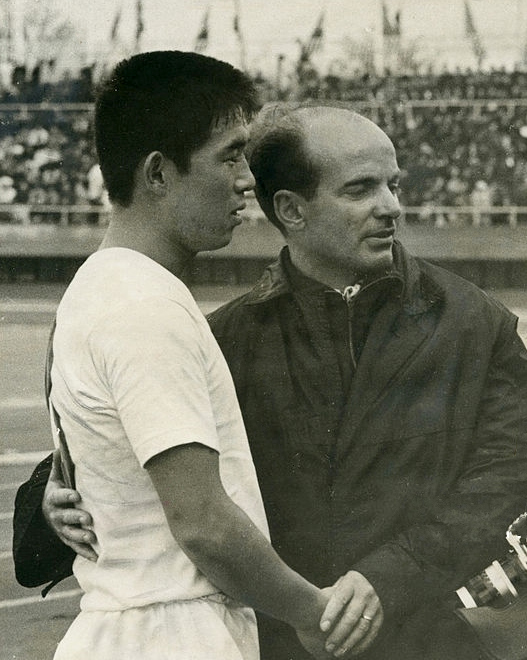
1964년 올림픽에서의 크라머(오른쪽)와 스기야마 류이치

축구의 디테일한 부분까지 파고드는 성격으로 "축구 교수", 161cm의 단신으로 "나폴레옹"이라 불린 크라머는 빅토리아 도르트문트와 게르마니아 비스바덴에서 선수로 경력을 보냈다. 그의 감독 경력은 토이토니아 립슈타트, VfL 게세케, SC 파더보른 07, TuS 에빙-린덴호르스트에서 시작하였다. 1948-49 시즌을 기점으로, 크라머는 독일 축구 협회(DFB)의 관련직을 처음으로 맡았다. 1963년까지, 그는 뒤스부르크의 DFB 위원으로 서독 국가대표팀 감독을 맡았다.
이시기에 크라머는 언론계에 입문하기도 하였다. 그는 독일 국영방송 ZDF의 스포츠 리드 편집가로 근무하였다. 그는 축구계에서 고립되었다 생각한 후, 크라머는 겨우 6개월만에 언론직을 그만두었다. 이후, 그는 독일 축구 협회 (DFB) 에 의해 일본으로 보내졌고, 그곳에서 축구 코치로 일하였다.
1964년 도쿄 올림픽을 앞두고, 일본 축구 협회는 1960년에 외국의 프로 감독을 모셔오기로 하였다. 크라머는 결국 이 일을 맡게 되었다. 크라머의 코칭과 리더립 역량, 그의 선수에 대한 노력 등에 힘입어, 일본은 아르헨티나를 상대로 도쿄 올림픽에서 이변을 일으켰다. 이 역사적인 결과는 일본 축구계의 발전을 의미하였다. 크라머의 노력은 국가대표팀에 그치지 않았으며, 발전을 위한 행정에도 신경을 썼다. 국가 리그가 처음으로 출범하였고, 코칭스태프를 훈련하였으며, 이에 따라 일본 국가대표는 1968년 멕시코 시티 올림픽에서 동메달을 획득하며 성공을 거두었다.
1964년 1월 1일, 크라머는 서독으로 복귀하여 헬무트 쇤, 서독 국가대표 감독의 수석 코치가 되었다. 이 시기에 서독은 1966년 FIFA 월드컵에 참여하였고, 서독은 홈팀 잉글랜드와의 결승에서 석패하였다. 그의 재능은 FIFA의 인정을 받았고, 1967년에서 1974년까지 지구를 돌았고, 이 시기에 크라머는 1969년, 일본에서 FIFA 감독 훈련을 시행하였고, 일본의 감독 잠재력을 가진 자들을 발굴하였다. 이후, 1974년 8월 1일, 크라머는 미국 축구 국가대표팀의 사령탑에 올랐다.
이 시기에 크라머는 독일 분데스리가의 여러 클럽으로부터 감독 제의를 받았으나, 처음에는 계속적으로 거절하였다. 결국 1975년 1월 16일, 그는 독일의 거함 FC 바이에른 뮌헨의 새 사령탑이 되었다. 초기에 크라머는 수동적인 태도로 뮌헨에서 격렬한 비난을 받았다. 크라머의 경질설이 돌았을 때, 뮌헨의 주장 프란츠 베켄바워는 크라머를 옹호하였다. 그는 스캔들로 서독 국가대표에서 추방당하였을 때, 크라머는 그에게 신세를 졌다고 생각하였다.
이후 크라머는 유러피언컵 1975-76을 우승하였고 이후 1976 인터콘티넨털컵에서도 우승을 거두었다. 그러나 75-76 시즌의 분데스리가에서 바이에른은 부진한 모습을 보였고, 시즌 종료 후 타이틀 탈환에 실패하였고, 크라머는 해임되었다. 이후, 그는 아인트라흐트 프랑크푸르트의 감독을 맡게 된 반면, 프랑크푸르트의 역대 최고 성적을 낸 헝가리인 감독 로란트 줄러 감독이 바이에른의 감독이 되었다. 이 스왑딜은 양쪽 팀 모두에게 손해였고, 뮌헨은 역대 최악인 리그 12위로, 프랑크푸르트는 중위권으로 1977-78 시즌을 마무리하였다. 그 결과, 크라머는 프랑크푸르트와 1978년 6월 30일에 결별하였다.
이후, 그는 1982-83 시즌 이전까지 독일 밖을 돌아다녔다. 그는 1982년에 바이어 04 레버쿠젠과 계약을 하였다. 레버쿠젠에서 그는 팀을 2번째 해에 리그 순위를 9위 안으로 올렸다. 이후 그는 더 나은 성적을 내지 못하고 3시즌만에 해임되었다.
그는 이후에 다시 분데스리가에서 감독직을 맡지 않았으며, 크라머는 다양한 해외의 클럽과 국가대표팀 감독을 맡았다. 그 중, 1991년부터 1992년 2월까지 대한민국 U-23 국가대표팀의 총감독 즉 기술고문을 맡아 28년만의 올림픽 본선 자력 진출의 쾌거에 일조하였다. 그러나 국내 축구계와의 갈등을 극복하지 못해 정작 1992년 하계 올림픽 본선을 치르지 못하고 대한민국을 떠나야 했다. 2002년에 크라머는 축구계에서 공식으로 은퇴하였고, 2005년에는 일본 축구 명예의 전당에 등록되기도 하였다.

## 사생활
크라머는 제2차 세계 대전에서 낙하산 부대 대위로 참여하였다. 그는 현재 두번 결혼하였으며, 바이에른주의 라이트 임 빈클에서 죽을 때까지 그의 가족과 거주하고 있다.
그는 국제적 업적을 달성하며, 크라머는 2차례 명예의 훈장을 수여받았다. 그는 독일 명예의 십자가 (Bundesverdienstkreuz) 와 일본 명예의 훈장을 수여받았다. 더 나아가서, 크라머는 미국 원주민의 수족과 모히칸족의 명예 추장이다.

## 수상

#### 바이에른 뮌헨
- 유로피언컵 : 1974–75, 1975–76
- 인터컨티넨탈컵 : 1976

## 참고 자료
- '축구 교수' 크라머가 한국에 남긴 유산
- [인터뷰] 故 크라머 통역... '왜 신태용도, 서정원도 크라머였나'①[깨진 링크(과거 내용 찾기)]